# FA Charity Shield 1983
Lo FA Charity Shield 1983, noto in italiano anche come Supercoppa d'Inghilterra 1983, è stata la 61ª edizione della Supercoppa d'Inghilterra.
Si è svolto il 20 agosto 1983 al Wembley Stadium di Londra tra il Liverpool, vincitore della First Division 1982-1983, e il Manchester United, vincitore della FA Cup 1982-1983.
A conquistare il titolo è stato il Manchester United che ha vinto per 2-0 con doppietta di Bryan Robson.

## Partecipanti
| Squadre        | Qualificazione                           | Partecipazioni precedenti (il grassetto indica la vittoria)         |
| -------------- | ---------------------------------------- | ------------------------------------------------------------------- |
| Liverpool      | Vincitore della First Division 1982-1983 | 11 (1922, 1964,1965,1966, 1971, 1974, 1976, 1977, 1979, 1980, 1982) |
| Manchester Utd | Vincitore della FA Cup 1982-1983         | 10 (1908, 1911, 1948, 1952, 1956, 1957, 1963, 1965, 1967, 1977)     |

## Tabellino
| Arbitro: | A. Robinson |

|        |           |  |
| Robson | Marcatori |  |

| Manchester United | Liverpool |

### Formazioni
| Manchester Utd: |    |                  |  |          |
|                 |    |                  |  |          |
| P               | 1  | Gary Bailey      |  |          |
| D               | 2  | Mike Duxbury     |  |          |
| D               | 5  | Kevin Moran      |  |          |
| D               | 6  | Gordon McQueen   |  |          |
| D               | 3  | Arthur Albiston  |  |          |
| C               | 8  | Arnold Mühren    |  | Uscita   |
| C               | 4  | Ray Wilkins      |  |          |
| C               | 7  | Bryan Robson (c) |  |          |
| C               | 11 | Arthur Graham    |  |          |
| A               | 10 | Norman Whiteside |  |          |
| A               | 9  | Frank Stapleton  |  |          |
| A disposizione: |    |                  |  |          |
| P               | 14 | Jeffery Wealands |  |          |
| D               | 12 | John Gidman      |  | Ingresso |
| C               | 13 | Lou Macari       |  |          |
| C               | 15 | Remi Moses       |  |          |
| Allenatore:     |    |                  |  |          |
| Ron Atkinson    |    |                  |  |          |

| Liverpool:      |    |                  |  |     |
|                 |    |                  |  |     |
| P               | 1  | Bruce Grobbelaar |  |     |
| D               | 2  | Phil Neal        |  |     |
| D               | 5  | Phil Thompson    |  | 61’ |
| D               | 6  | Alan Hansen      |  |     |
| D               | 3  | Alan Kennedy (c) |  |     |
| C               | 8  | Sammy Lee        |  |     |
| C               | 4  | Mark Lawrenson   |  |     |
| C               | 11 | Graeme Souness   |  |     |
| C               | 10 | Michael Robinson |  | 61’ |
| A               | 7  | Kenny Dalglish   |  |     |
| A               | 9  | Ian Rush         |  |     |
| A disposizione: |    |                  |  |     |
| P               | 14 | Bob Bolder       |  |     |
| C               | 12 | Craig Johnston   |  | 61’ |
| A               | 13 | David Hodgson    |  | 61’ |
| Allenatore:     |    |                  |  |     |
| Joe Fagan       |    |                  |  |     |